# Vera Siemund
Vera Siemund (Essen, 1971) is een Duits beeldend kunstenaar die actief is als sieraadontwerper.

## Biografie
Siemund kreeg haar opleiding aan de Staatliche Zeichenakademie Hanau (1991-1995) en aan de Hochschule für Kunst und Design te Halle (1995-2001), waar zij les had van onder meer Dorothea Prühl.
Het letterlijk gelaagde werk van Siemund verwijst naar historiserende negentiende-eeuwse decoraties of bouwvormen. Siemund werkt vaak met geëmailleerd ijzer of koper dat zij doorboort of van rastervormige uitsparingen voorziet.